# Шоссе 75 (Израиль)
Шоссе 75 (ивр. כביש 75‎ , англ. Highway 75) — израильское шоссе, ведущее с востока на запад в северной части Израиля. Длина шоссе 40 км. Шоссе начинается на северо-восточных склонах горы Кармель и проходит через Изреельскую долину. Шоссе идет от Хайфы на восток до Назарета, находящегося на востоке страны.

## Перекрёсткииразвязки
| Километр | Название                                        | Тип | Расположение    | Пересечение дорог       |
| -------- | ----------------------------------------------- | --- | --------------- | ----------------------- |
| 0        | ивр. צומת קישון‎ (Перекрёсток Кишон)             |     | Хайфа           | Шоссе 4                 |
| 6        | ивр. צומת יגור‎ (Перекрёсток Ягур)               |     | Ягур            | / Шоссе 70 / Шоссе 752  |
| 10       | ивр. צומת העמקים‎ (Перекрёсток Амаким)           |     | Кирьят-Тивон    | Шоссе 70                |
| 15       | ивр. צומת השומרים‎ (Перекрёсток ха-Шомрим)       |     | Кирьят-Тивон    | Шоссе 722               |
| 14       | ивр. צומת אלונים‎ (Перекрёсток Алоним)           |     | Алоним          | Шоссе 716               |
| 16       | ивр. צומת השיטה‎ (Перекрёсток ха-Шита)           |     | Бейт ха-Шита    | Автодорога 7513         |
| 17       | ивр. צומת ישי‎ (Перекрёсток Ишай)                |     | Рамат-Ишай      | Шоссе 77                |
| 23       | ивр. צומת נהלל‎ (Перекрёсток Нахалаль)           |     | Нахалаль        | Шоссе 73                |
| 25       | ивр. צומת ללא שם‎ (Перекрёсток без имени)        |     | Мигдаль-ха-Эмек | Автодорога 7555         |
| 31       | ивр. צומת ללא שם‎ (Перекрёсток без имени)        |     | Яфия            | Автодорога 7756         |
| 35       | ивр. מעבר נצרת דרום‎ (Перекрёсток Нацерет Даром) |     | Назарет         | Шоссе 60                |
| 40       | ивр. צומת נצרת צפון‎ (Перекрёсток Нацерет Цафон) |     | Назарет         | / Шоссе 700 / Шоссе 754 |

## Достопримечательности
- Гора Кармель
- Изреельская долина
- Долина Звулун